# M/T Lošinjanka
M/T Lošinjanka je trajekt za lokalne linije u sastavu flote hrvatskog brodara Jadrolinije. Izgrađen je 1969. u Kraljevici i dio je serije tzv. škovacera (Šoltanka, Pelješčanka i Krčanka). Ti trajekti su izgrađeni za mala pristaništa.
Lošinjanka je kapaciteta 200 putnika i 30 automobila.
Trenutno se nalazi na godišnjem remontu u Puntu.

## Vanjske poveznice
|  | Zajednički poslužitelj ima još gradiva o temi M/T Lošinjanka |